# Liste der Ortschaften im Bezirk Bruck-Mürzzuschlag
Die Liste der Ortschaften im Bezirk Bruck-Mürzzuschlag enthält die 19 Gemeinden und ihre zugehörigen Ortschaften im steirischen Bezirk Bruck-Mürzzuschlag (Einwohnerzahlen in Klammern, Stand 1. Jänner 2024). Stand Ortschaften: 1. Jänner 2022
Kursive Gemeindenamen sind keine Ortschaften, in Klammern der Status Markt bzw. Stadt. Die Angaben erfolgen im offiziellen Gemeinde- bzw. Ortschaftsnamen, wie von der Statistik Austria geführt.
- Aflenz (Markt)
  - Aflenz Kurort (Hauptort, 1066)
  - Döllach (100)
  - Dörflach (192)
  - Graßnitz (450)
  - Jauring (506)
  - Tutschach (147)

- Breitenau am Hochlantsch (Markt)
  - Sankt Erhard (511)
  - Sankt Jakob-Breitenau (Hauptort, 1066)

- Bruck an der Mur (Stadt, 9123)
  - Berndorf (2478)
  - Heuberg (51)
  - Kaltbach (101)
  - Kotzgraben (20)
  - Mötschlach (49)
  - Oberaich (497)
  - Oberdorf (202)
  - Picheldorf (170)
  - Pischk (213)
  - Pischkberg (108)
  - Sankt Dionysen (196)
  - Übelstein (221)
  - Urgental (713)
  - Utschtal (1188)
  - Wiener Vorstadt (420)

- Kapfenberg (Stadt, 3044)
  - Arndorf (333)
  - Deuchendorf (5433)
  - Diemlach (2072)
  - Einöd (124)
  - Göritz (595)
  - Hafendorf (6004)
  - Krottendorf (175)
  - Parschlug (1161)
  - Pönegg (8)
  - Pötschach (86)
  - Pötschen (48)
  - Sankt Martin (2418)
  - Schörgendorf (166)
  - Stegg (37)
  - Winkl (376)

- Kindberg (Stadt, 6092)
  - Allerheiligen im Mürztal (0)
  - Edelsdorf (300)
  - Jasnitz (216)
  - Leopersdorf (441)
  - Mürzhofen (771)
  - Sölsnitz (110)
  - Wieden (469)

- Krieglach (Markt, 3162)
  - Alpl (85)
  - Freßnitz (933)
  - Freßnitzgraben (0 !!!)
  - Krieglach-Schwöbing (89)
  - Malleisten (108)
  - Massing (78)
  - Sommer (949)

- Langenwang (Markt, 3178)
  - Feistritzberg (111)
  - Hönigsberg (134)
  - Langenwang-Schwöbing (220)
  - Lechen (67)
  - Mitterberg (114)
  - Pretul (72)
  - Traibach (5)

- Mariazell (Stadt, 1222)
  - Aschbach (53)
  - Freingraben (0 !!!)
  - Gollrad (112)
  - Greith (59)
  - Grünau (32)
  - Gußwerk (791)
  - Halltal (198)
  - Mooshuben (61)
  - Rasing (54)
  - Rechengraben (12)
  - Sankt Sebastian (153)
  - Schöneben (0 !!!)
  - Walstern (16)
  - Wegscheid (64)
  - Weichselboden (31)

- Mürzzuschlag (Stadt, 5505)
  - Auersbach (117)
  - Edlach (133)
  - Eichhorntal (21)
  - Ganz (121)
  - Hönigsberg (1640)
  - Kohleben (33)
  - Lambach (5505)
  - Pernreit (88)
  - Schöneben (156)

- Neuberg an der Mürz (Markt)
  - Alpl (490)
  - Altenberg (259)
  - Arzbach (69)
  - Dobrein (72)
  - Dorf (Hauptort, 240)
  - Dürrenthal (9)
  - Frein an der Mürz (35)
  - Greith (28)
  - Kaltenbach (2)
  - Kapellen (406)
  - Krampen (105)
  - Lanau (45)
  - Lechen (63)
  - Mürzsteg (146)
  - Neudörfl (81)
  - Niederalpl (10)
  - Raxen (45)
  - Scheiterboden (38)
  - Steinalpl (5)
  - Stojen (135)
  - Tebrin (4)
  - Veitschbach (14)

- Pernegg an der Mur
  - Gabraun (88)
  - Kirchdorf (560)
  - Mautstatt (224)
  - Mixnitz (303)
  - Pernegg (Hauptort, 897)
  - Roßgraben (35)
  - Traföß (86)
  - Zlatten (393)

- Sankt Barbara im Mürztal (Markt)
  - Großveitsch (807)
  - Kleinveitsch (377)
  - Lutschaun (447)
  - Mitterdorf im Mürztal (Hauptort, 1901)
  - Niederaigen (583)
  - Veitsch (368)
  - Wartberg im Mürztal (1961)

- Sankt Lorenzen im Mürztal (Markt, 2582)
  - Alt-Hadersdorf (70)
  - Fuscht (3)
  - Gassing (590)
  - Lesing (124)
  - Mödersdorf (204)
  - Mürzgraben (130)
  - Nechelheim (5)
  - Pogusch (50)
  - Scheuchenegg (17)

- Sankt Marein im Mürztal (Markt, 1579)
  - Frauenberg (79)
  - Graschnitz (260)
  - Graschnitzgraben (85)
  - Schaldorf (863)
  - Sonnleiten-Wieden (9)

- Spital am Semmering (864)
  - Steinhaus am Semmering (835)

- Stanz im Mürztal (743)
  - Brandstatt (236)
  - Dickenbach (50)
  - Fladenbach (59)
  - Fochnitz (23)
  - Hollersbach (103)
  - Possegg (28)
  - Retsch (52)
  - Sonnberg (325)
  - Traßnitz (57)
  - Unteralm (105)

- Thörl (Markt, 218)
  - Etmißl (396)
  - Fölz (617)
  - Hinterberg (30)
  - Lonschitz (61)
  - Oisching (4)
  - Palbersdorf (Hauptort, 597)
  - Sankt Ilgen (246)

- Tragöß-Sankt Katharein
  - Hüttengraben (60)
  - Oberdorf (190)
  - Oberort
  - Obertal (25)
  - Pichl-Großdorf (382)
  - Rastal (177)
  - Sankt Katharein an der Laming (Hauptort, 267)
  - Tal (15)
  - Unterort (129)
  - Untertal (148)

- Turnau (Markt, 938)
  - Au bei Turnau (131)
  - Göriach (266)
  - Seewiesen (49)
  - Stübming (117)
  - Thal (37)